# Cloud Nine (album George’a Harrisona)
Cloud Nine – album George’a Harrisona wydany w 1987 po pięcioletniej przerwie w karierze nagraniowej muzyka. Zamykająca płytę piosenka "Got My Mind Set on You" dotarła na szczyt amerykańskiej listy przebojów Billboard Hot 100 oraz 2. miejsce brytyjskiej UK Singles Chart.
W 2004 ukazała się reedycja albumu z dołączonymi dwiema ścieżkami. Znalazła się ona także w box-secie The Dark Horse Years 1976-1992.

## Lista utworów
| 1.  | "Cloud 9" (George Harrison)                                       | 3:15  |
|     |                                                                   |       |
| 2.  | "That's What It Takes" (George Harrison, Jeff Lynne, Gary Wright) | 3:59  |
|     |                                                                   |       |
| 3.  | "Fish on the Sand" (George Harrison)                              | 3:22  |
|     |                                                                   |       |
| 4.  | "Just for Today" (George Harrison)                                | 4:06  |
|     |                                                                   |       |
| 5.  | "This Is Love" (George Harrison, Jeff Lynne)                      | 3:48  |
|     |                                                                   |       |
| 6.  | "When We Was Fab" – (George Harrison, Jeff Lynne)                 | 3:57  |
|     |                                                                   |       |
| 7.  | "Devil's Radio" (George Harrison)                                 | 3:52  |
|     |                                                                   |       |
| 8.  | "Someplace Else" (George Harrison)                                | 3:51  |
|     |                                                                   |       |
| 9.  | "Wreck of the Hesperus" (George Harrison)                         | 3:31  |
|     |                                                                   |       |
| 10. | "Breath Away from Heaven" (George Harrison)                       | 3:36  |
|     |                                                                   |       |
| 11. | "Got My Mind Set on You" (Rudy Clark)                             | 3:52  |
|     |                                                                   |       |
|     |                                                                   | 41:09 |
|     |                                                                   |       |
Ścieżki dołączone do reedycji:
| 12. | "Shanghai Surprise" (George Harrison) | 5:09  |
|     |                                       |       |
| 13. | "Zig Zag" (George Harrison)           | 2:45  |
|     |                                       |       |
|     |                                       | 07:54 |
|     |                                       |       |

## Twórcy
- George Harrison – śpiew, gitara, instrumenty klawiszowe, sitar
- Jeff Lynne – gitara, gitara basowa, śpiew, instrumenty klawiszowe
- Eric Clapton – gitara
- Elton John – fortepian
- Gary Wright – fortepian
- Ringo Starr – perkusja
- Jim Keltner – perkusja
- Ray Cooper – perkusja
- Jim Horn – saksofon barytonowy i tenorowy
- Bobby Kok – wiolonczela
- Vicki Brown – śpiew w "Shanghai Surprise"